# Pierre André Latreille

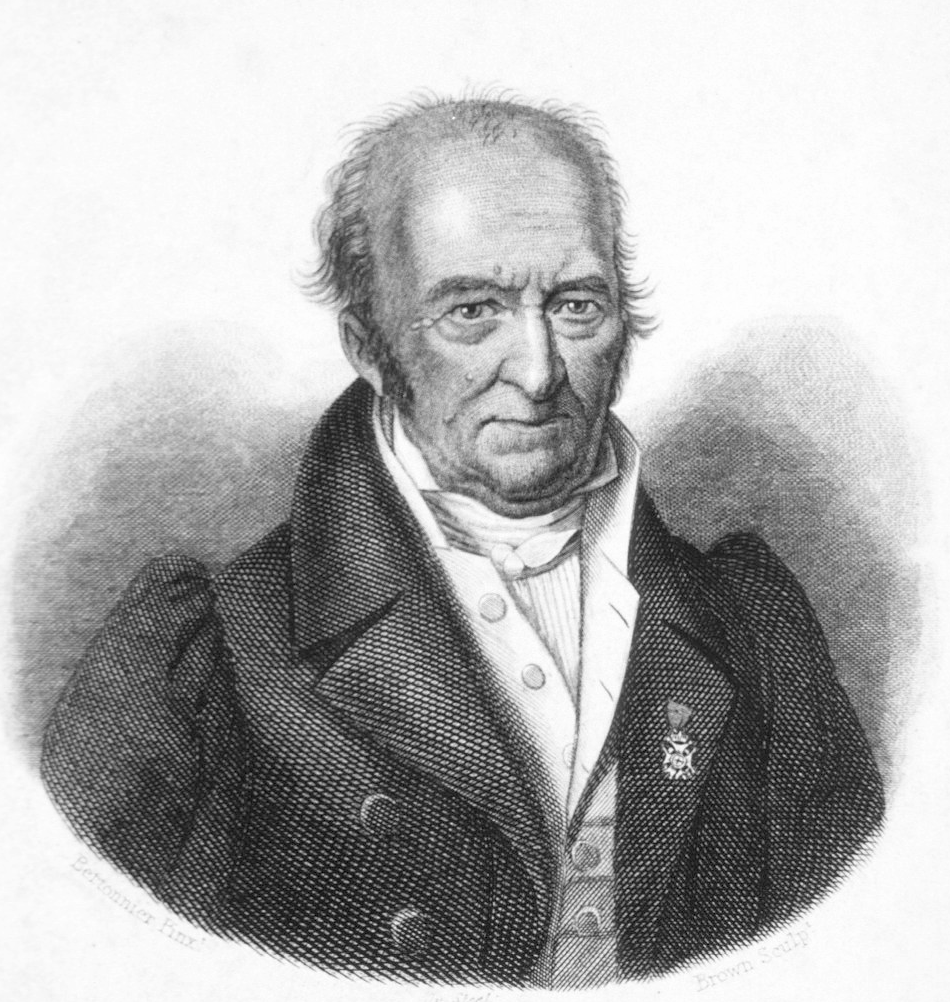
Pierre André Latreille

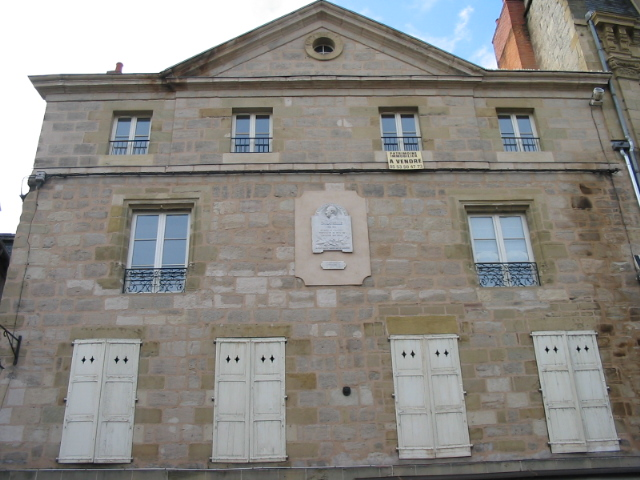
Geburtshaus in Brive-la-Gaillarde

Pierre André Latreille (* 29. November 1762 in Brive-la-Gaillarde; † 6. Februar 1833 in Paris) war ein französischer Insektenkundler.

## Leben
Pierre André Latreille war ein nicht eheliches Kind des Jean Joseph Sahuguet d’Amarzits (1713–1783), General Baron d’Espagnac, und einer unbekannten Mutter, deren Nachname „Latreille“ ihm im Jahre 1813 formell zuerteilt wurde. Aus einfachen Verhältnissen stammend, 1778 verwaist und mittellos, fand Latreille in Paris Förderer und wurde von dem Mineralogen Abbé Haüy adoptiert.
Er studierte zunächst in Brive, und später in Paris, um Priester zu werden. Im Jahr 1780 trat er dem Grand Séminaire von Limoges bei und verließ dieses im Jahre 1786 als Diakon. Er kehrte nach Brive zurück, wo er seine gesamte Freizeit der Insektenkunde widmete. 1788 ging er erneut nach Paris zurück, wo er mit seinen Abhandlungen über die Ameisenwespen (Mutillidae) Frankreichs das Aufsehen der Fachwelt erregte. Während der Revolution musste er als Priester mit konservativer Gesinnung Paris verlassen, eine Zeit lang wurde er auch in Bordeaux inhaftiert, erlangte durch die Bekanntschaft mit dem Naturforscher Jean Baptiste Bory de Saint-Vincent aber wieder die Freiheit. 1796 veröffentlichte er Précis des caractères génériques des insectes, disposes dans un ordre naturel.
1798 bekam er den Auftrag, die Insektensammlungen des kurz zuvor eingerichteten Muséum national d’histoire naturelle zu sortieren. 1814 wurde er als Nachfolger von Guillaume Antoine Olivier Mitglied in der Académie des sciences und 1821 Ritter der Ehrenlegion. Seit 1808 war er auswärtiges Mitglied der Bayerischen Akademie der Wissenschaften. 1812 wurde er als korrespondierendes Mitglied in die Preußische Akademie der Wissenschaften aufgenommen. Im Jahr 1820 wurde er zum Mitglied der Leopoldina gewählt.
Einige Zeit arbeitete er als Professor der Zoologie an der Tierärztlichen Hochschule in Alfort, École nationale vétérinaire d’Alfort bei Paris. Nach dem Tod von Jean-Baptiste de Lamarck wurde 1830 der Lehrstuhl für Zoologie der Wirbellosen am Museum für Naturgeschichte geteilt, Latreille wurde zum Professor für den Bereich Krustentiere, Spinnentiere und Insekten ernannt, den Bereich Weichtiere und Würmer erhielt Henri Marie Ducrotay de Blainville.
Am 31. Januar 1832 gründete Latreille in Paris die Société entomologique de France, die Entomologische Gesellschaft Frankreichs, deren Präsidentschaft er bis zu seinem Lebensende innehatte. Nach seinem Tode 1833 übernahm Amédée Louis Michel Lepeletier die Präsidentschaft.
Von 1796 bis 1833 veröffentlichte Latreille eine Vielzahl von Schriften, die ihn zu einem der Begründer der modernen Entomologie machten. Er beschrieb nicht nur eine große Anzahl neuer Arten, sondern gruppierte sie auch in neu eingeführte Gattungen und Familien und leistete damit einen wichtigen Beitrag zur biologischen Systematik.

## Nach Latreille benannte Taxa
- Latreilliidae Stimpson, 1858
- Lumbrineris latreilli Audouin & H. Milne-Edwards, 1833[4]
- Cecrops latreillii Leach, 1816[5]
- Apseudes latreillii (H. Milne-Edwards, 1828)[6]
- Orbinia latreillii Audouin & H. Milne-Edwards, 1833[7]
- Cilicaea latreillei Leach, 1818[8]
- Bittium latreillii Payraudeau, 1826[9]
- Venitus latreillei (Desmarest, 1822)[10]
- Eurypodius latreillei Guérin, 1828[11]
- Rotbauch-Höhenläufer-Unterart (Attagis gayi latreillii Lesson, RP 1831)[12]

## Schriften
- Précis des caractères génériques des insectes disposés dans un ordre naturel (1796).
- Histoire naturelle des reptiles (4 volumes, 1801) avec Charles-Nicolas-Sigisbert Sonnini de Manoncourt (1751–1812) (ce dernier ne traite que des salamandres), éditée comme une partie de l’œuvre de Buffon.
- Histoire naturelle générale et particulière des crustacés et insectes (14 volumes, 1802–1805), éditée également dans une «suite» à Buffon.
- Genera crustaceorum et insectorum, secundum ordinem naturalem et familias disposita (4 volumes, 1806–1807).
- Considérations sur l’ordre naturel des animaux composant les classes des crustacés, des arachnides, et des insectes (1810).
- Familles naturelles du règne animal, exposés succinctement et dans un ordre analytique (1825).
- Cours d’entomologie (seul le premier volume paraît, 1831)
- (seine den Krebstieren, Spinnentiere und Insekten gewidmeten Abschnitte in Règne animal von Georges Cuvier)
- Artikel in Annales du Muséum, der Encyclopédie méthodique, dem Dictionnaire classique d’histoire naturelle